# Littleton Purnell Dennis
Littleton Purnell Dennis (ur. 21 lipca 1786, zm. 14 kwietnia 1834 w Waszyngtonie) – amerykański prawnik i polityk. Od 1833 roku aż do śmierci w 1834 roku był przedstawicielem pierwszego okręgu wyborczego w stanie Maryland w Izbie Reprezentantów Stanów Zjednoczonych.
Jego wujek, John Dennis, oraz kuzyn, także John Dennis, również reprezentowali stan Maryland w Izbie Reprezentantów Stanów Zjednoczonych.